# Hiệp ước Bí mật ở Viên
Hiệp ước Bí mật ở Viên là một liên minh phòng thủ ký ngày 3 tháng 1 năm 1815 với sự tham gia của Pháp, Đế quốc Áo và Vương quốc Anh. Sự kiện diễn ra trong thời gian hội đàm Đại hội Viên, đại hội là các cuộc đàm phán về tương lai của châu Âu sau thất bại của Napoléon trong Chiến tranh Liên minh thứ Sáu.
Đại diện của Pháp là Charles Maurice de Talleyrand-Périgord muốn chấm dứt sự cô lập ngoại giao của Pháp và trấn an các cường quốc châu Âu rằng Pháp đã từ bỏ mọi ý định mở rộng cách mạng Pháp. Ông đã có cơ hội để thực hiện điều đó thông qua các sự kiện như cuộc khủng hoảng Ba Lan-Sachsen, gây ra bởi Phổ khi họ cố gắng thôn tính phần lớn Sachsen, và Nga cũng có hành động tương tự Phổ khi họ xâm lược Ba Lan.
Những yêu sách của Phổ và Nga bị Anh và Áo phản đối, qua đó Pháp tái khẳng định chính Pháp là quốc gia ủng hộ pháp luật quốc tế, đồng thời chia rẽ Bốn quyền lực thắng trận Phổ, Nga, Anh, Áo. Talleyrand đề xuất hiệp ước liên minh với Lãnh chúa Castlereagh và Klemens von Metternich, như một biện pháp chính trị cảnh cáo Phổ và Nga. Ba cường quốc Pháp, Anh, Áo đã ký hiệp ước vào ngày 3 tháng 1 năm 1815, đồng thuận đáp trả một cuộc tấn công vào bất kỳ nước nào của hiệp ước với một đội quân dã chiến gồm ít nhất 120.000 bộ binh và 30.000 kỵ binh.
Tuy nhiên, các bên ký kết hiệp ước không có ý định thực sự sẽ tiến tới chiến tranh, và các nội dung chi tiết của hiệp ước đã bị cố tình tiết lộ. Kết quả là Aleksandr I của Nga chấp nhận thành lập một nhà nước Ba Lan nửa độc lập; vào tháng 2, Phổ đồng ý giảm yêu sách 40% diện tích lãnh thổ Sachsen. Sau thất bại của Napoléon, đóng góp của Phổ được ghi nhận bằng cách tăng con số này lên 60%.

## Bối cảnh

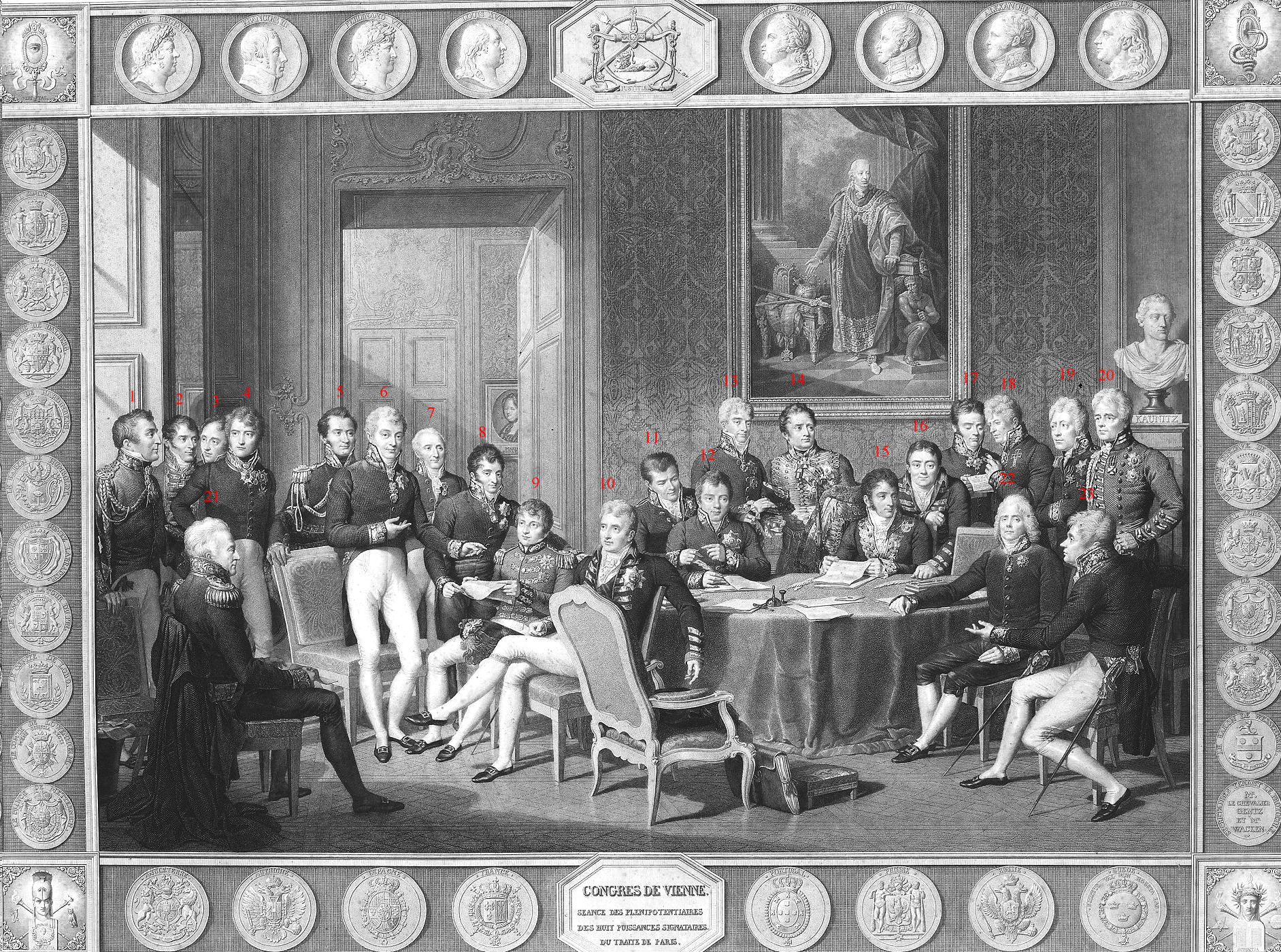
Đại diện các nước tại Đại hội Viên

Đại hội Viên đã quy tụ các cường quốc châu Âu ở Áo để thảo luận về tương lai của châu Âu sau thất bại của Pháp trong Chiến tranh liên minh thứ sáu 1813-1814. Các đồng minh chính của Liên minh thứ sáu là Anh, Áo, Phổ, Nga cùng với đại diện từ các quốc gia nhỏ hơn và cường quốc bị đánh bại là nước Pháp (hiện đang trong thời kỳ Khôi phục Bourbon) đã hội đàm từ tháng 9 năm 1814. Trong số các quyết định chính trị của họ là việc vẽ lại biên giới quốc gia và phân chia phạm vi ảnh hưởng; tạo ra các quyền tự do đi lại trên các con sông quốc tế và thiết lập quyền ưu tiên ngoại giao.
Bất đồng giữa các cường quốc về số phận của Vương quốc Sachsen và Công quốc Ba Lan cuối cùng đã dẫn đến cái gọi là cuộc khủng hoảng Ba Lan-Sachsen. Phổ và Nga đã trình bày kế hoạch nhằm cải thiện vị thế chính trị của họ: Áo và Phổ sẽ từ bỏ mọi yêu sách đối với lãnh thổ Ba Lan, và một nhà nước mới dưới ảnh hưởng của Nga được thành lập. Đổi lại, Phổ sẽ nhận được hầu hết lãnh thổ Sachsen.
Hành động của họ đã bị Áo và Anh phản đối, một số cường quốc nhỏ cũng phản đối, vì họ coi sự bành trướng này là một mối đe dọa đối với cán cân quyền lực. Charles Maurice de Talleyrand-Périgord lo ngại về việc tạo ra một nước Phổ có quy mô sẽ đe dọa cả Pháp và Áo, nhưng ông cũng nhìn thấy điều đó như cơ hội để chấm dứt sự cô lập ngoại giao của Pháp. Nó cho phép ông định vị Pháp như một nước ủng hộ tính hợp pháp chính trị bằng cách tuyên bố nếu phớt lờ chủ quyền của Frederick Augustus I sẽ tạo ra một tiền lệ nguy hiểm.
Tháng 11 năm 1814, anh trai của Aleksandr I là Đại công tước Konstantin rời Viên đến Warszawa, các tướng lĩnh Phổ trở về Berlin, trong khi Áo chuyển quân vào Galicia. Ngay sau đó, chỉ huy quân Nga tại Sachsen là Nikolai Repnin-Volkonsky đã trao cho quân Phổ quyền kiểm soát chính quyền dân sự, tuyên bố sai sự thật rằng nó đã được Áo và Anh chấp thuận.

## Hiệp ước
Phổ đe dọa sẽ chiếm lãnh thổ Sachsen bằng vũ lực nếu các cuộc đàm phán không trao Sachsen cho họ, mặc dù các cường quốc đều là một phần của Liên minh Tứ giác. Talleyrand đề xuất với đại diện của Anh và Áo là Lord Castlereagh và Klemens von Metternich rằng một liên minh phòng thủ nên được ký kết để ngăn chặn bất kỳ sự xâm lược nào của Phổ. Ngoài ra củng cố những suy đoán chống lại kế hoạch xâm chiếm của Nga đối với Ba Lan. Castlereagh và Metternich đã đồng ý và một hiệp ước chính thức có hiệu lực được ký vào ngày 3 tháng 1 năm 1815. Khi ký kết, Castlereagh đã vượt quá quyền hạn của nội các Anh, mà vốn dĩ chính sách Anh yêu cầu ông phải tránh bất kỳ cuộc chiến nào nữa, nhưng ông không mong đợi như thế sẽ kết thúc xung đột.
Ba bên ký kết dự định mời Bayern, Hannover và Hà Lan tham gia nếu cần, cũng như mời thêm Hesse và Sardinia. Trong sự kiện, điều này tỏ ra không cần thiết, vì tin tức về thỏa thuận chế tài Nga và Phổ đi đến các điều khoản. Điều khoản hiệp ước buộc Pháp, Anh và Áo phải viện trợ lẫn nhau trong vòng sáu tuần khi bất kỳ cuộc tấn công nào nhằm vào họ bùng nổ, và cung cấp một đội quân gồm 120.000 bộ binh và 30.000 kỵ binh. Do chỉ có đội quân thường trực quy mô nhỏ nên Anh được phép cung cấp quân đội đánh thuê nước ngoài thay thế, hoặc trợ cấp cho bất kỳ khoản thâm hụt nào trị giá 20 bảng Anh cho mỗi người lính bộ binh hoặc 30 bảng Anh cho mỗi kỵ binh cứ mỗi năm. Tất cả các bên đồng ý không lập hiệp ước hòa bình riêng rẽ.
Sau khi ký kết, tin tức về hiệp ước đã được cố tình tiết lộ cho Sa hoàng Aleksandr I của Nga như một hình thức đe dọa. Do đất nước bị ảnh hưởng nặng nề bởi nhiều năm chiến tranh, ông đã hài lòng mà chấp nhận cho sự thành lập quốc gia Ba Lan với nền độc lập hạn chế. Sau đó, vào tháng 2, Phổ cũng nhượng bộ và chấp nhận giảm yêu sách còn 40% lãnh thổ đối với Sachsen. Áo có ảnh hưởng đáng kể ở Đức với tư cách là nước lãnh đạo Công ước Liên bang của Liên bang Đức. Sau khi đạt được mục tiêu, hiệp ước đã bị bãi bỏ vào ngày 8 tháng 2.

## Từ trận Waterloo đến hậu chiến

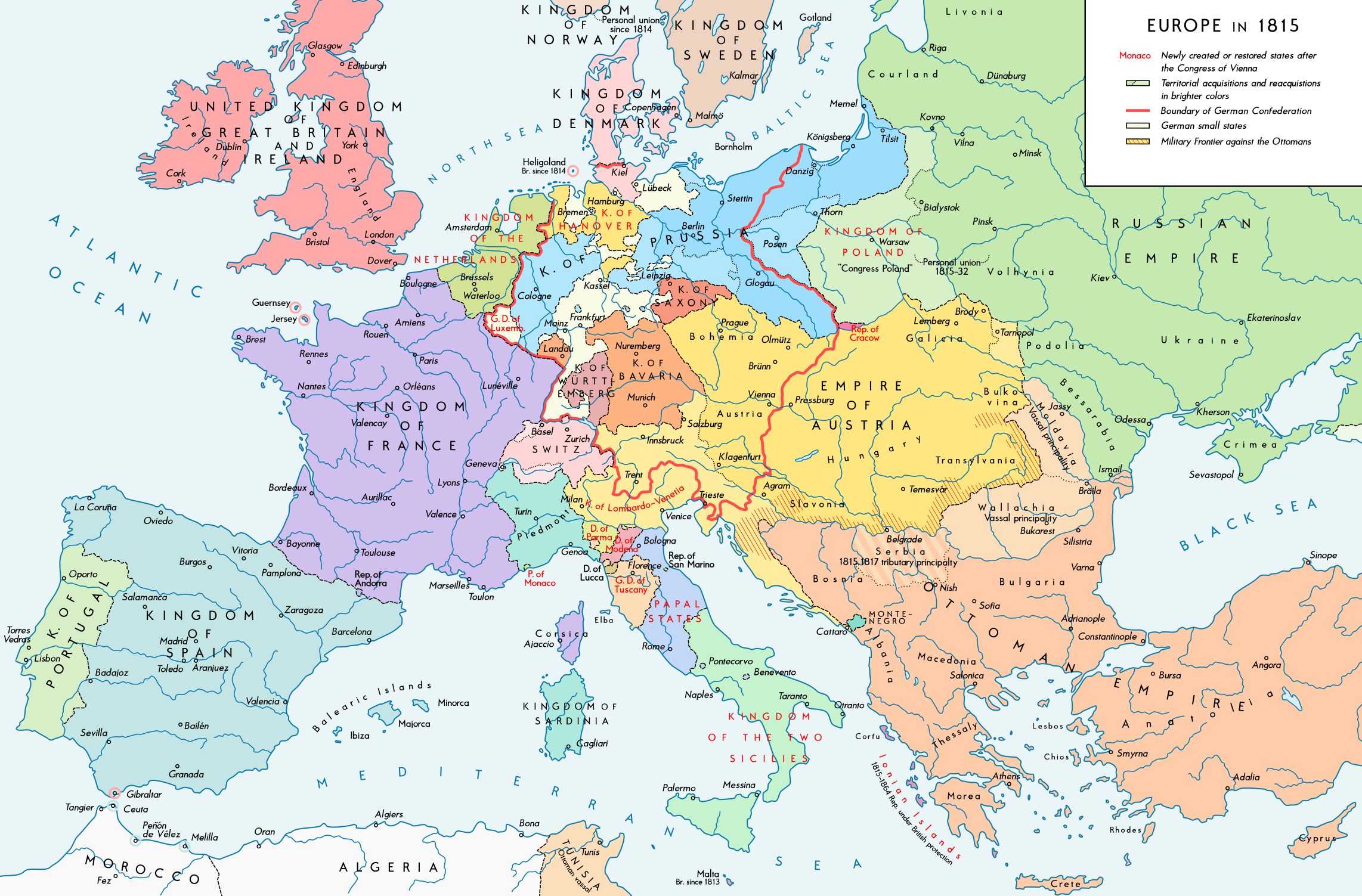
Các đường biên giới mới đã được nhất trí tại Đại hội Vienna, bao gồm Ba Lan và Vương quốc Sachsen. Đường biên giới của Liên bang Đức được phác thảo bằng màu đỏ.

Trong khi Đại hội đang diễn ra, vào ngày 1 tháng 3, Napoléon vốn bị đày đi lưu vong đã quay trở về Pháp, nắm lại Quân đội Pháp và phế truất vua Louis XVIII của triều đại Bourbon. Các cường quốc đã huy động quân đội chống lại ông, bao gồm lực lượng Anh-Hà Lan-Bỉ dưới quyền chỉ huy của Công tước Wellington và Quân đội Phổ dưới quyền chỉ huy của Gebhard Leberecht von Blücher. Trong Trận Waterloo, Napoléon đã tìm cách đánh bại hai đội quân này trước khi quân tiếp viện từ Áo và Nga kéo đến.
Tham mưu trưởng của Blücher là August Neidhardt von Gneisenau nghi ngờ Wellington, đặc biệt lo lắng rằng sự thiên vị của ông ta khi ủng hộ triều đại Bourbon có thể gây nguy hiểm cho trách nhiệm chính của họ trong việc bảo vệ Phổ. Nhận ra điều này, Napoléon đã cố gắng gia tăng căng thẳng bằng cách gửi cho August Neidhardt von Gneisenau một bản sao hoàn chỉnh của Hiệp ước Bí mật, mặc dù sự tồn tại và nội dung của nó đã được công khai. Wellington trấn an quân Phổ rằng nếu ông bị đánh bại, ông sẽ rút lui theo hướng đông về phía Phổ chứ không phải đường biển ở hướng tây, cử Henry Hardinge làm sĩ quan liên lạc, điều này dường như đã giải quyết được những nghi ngờ của Phổ.
Một mối quan tâm khác đối với Blücher là độ tin cậy của chính quân đội Phổ, bao gồm 16.000 người Sachsen trước đây từng phục vụ Napoléon. Theo lệnh từ Berlin, vào ngày 1-2 tháng 5, họ được chia thành hai, một bộ phận sẽ ở lại Sachsen sau khi sáp nhập, một bộ phận được tích hợp vào Quân đội Phổ. Họ từ chối duyệt binh, hô hào ủng hộ Frederick Augustus và Napoléon; có lúc, Blücher bị đuổi khỏi trụ sở chỉ huy của ông bởi một đám đông những người lính bắn lựu pháo Sachsen. Người Sachsen yêu cầu được phục vụ dưới quyền chỉ huy của Anh nhưng Wellington từ chối, cho rằng ông ta có nhiều vấn đề phải đối phó với người Bỉ. Sau khi một trung đoàn Sachsen từ chối chào Blücher, ông đã ra lệnh bắn một số, một số khác bị tước vũ khí và bị đuổi về nhà.
Sự trở lại của Napoléon đã khiến Liên minh Tứ giác khôi phục sự hợp tác giữa họ. Trong mọi trường hợp chiến tranh là khó xảy ra với việc Anh và Áo cảnh giác với việc quân Pháp hoạt động ở Trung Âu từ sau thời kỳ Napoléon chinh phục các vùng lãnh thổ ở đó. Sau chiến thắng của liên quân tại Waterloo, vị thế đàm phán của Phổ được củng cố hơn, họ gây áp lực giành một phần lớn hơn nữa lãnh thổ của Sachsen. Yêu sách gồm khoảng 60% diện tích lãnh thổ Sachsen, cũng như các lãnh thổ của Rhineland, Pomerania, Posen và Thorn.
Theo nhiều cách, Hiệp ước Bí mật là một chiến thắng cho Talleyrand, ông đã chấm dứt sự cô lập ngoại giao của Pháp và chia rẽ Liên minh Tứ giác. Ông cũng hạn chế lợi ích của Phổ đối với các khu vực của Sachsen mà phần lớn thuộc cộng đồng người Công giáo và do đó nhà nước Luther khó có thể đồng hóa họ, và khu vực không tiếp giáp trực tiếp lãnh thổ với Phổ, chẳng hạn như vùng Rhineland. Sự ủng hộ của ông đối với Sachsen dựa trên nguyên tắc hợp pháp và cân bằng quyền lực, đã đảm bảo an ninh của Pháp trong khi Pháp đang phục hồi như một nhân tố quan trọng trong việc đảm bảo cân bằng quyền lực châu Âu.
Phổ củng cố vị thế chính trị bằng cách ký kết Liên minh Thần thánh với Nga và Áo vào ngày 26 tháng 9. Về sau Metternich cố gắng khôi phục Hiệp ước Bí mật, Castlereagh cho rằng điều này sẽ gây ra sự chia rẽ vĩnh viễn ở châu Âu và từ chối việc khôi phục. Vào tháng 11, Castlereagh đã xác định vị trí của Liên minh Tứ giác như lực lượng bảo đảm cho các điều khoản của Đại hội Viên, cùng với các hội nghị đang diễn ra để đảm bảo "ổn định và thịnh vượng của các quốc gia". Các đường biên giới quốc gia do Đại hội thiết lập đã tạo ra một sự cân bằng quyền lực thành công - được gọi là Cân bằng quyền lực Châu Âu, ít nhiều sẽ không thay đổi trong 40 năm tới.